# شهرستان میچل (تگزاس)
شهرستان میچل، تگزاس (به انگلیسی: Mitchell County, Texas) یک سکونتگاه مسکونی در ایالات متحده آمریکا است که در تگزاس واقع شده‌است.

## خصوصیات
شهرستان میچل ۲٬۳۷۲٫۴۴ کیلومترمربع مساحت دارد.